# Pecos National Historical Park
Der Pecos National Historical Park ist eine Gedenkstätte vom Typ eines National Historical Parks im US-Bundesstaat New Mexico, ungefähr 27 km östlich von Santa Fe. Das in dieser Zone liegende Pecos Pueblo hat seit dem Oktober 1960 den Status eines National Historic Landmarks. Die Einrichtung wurde am 28. Juni 1965 als National Monument gegründet, im Oktober 1966 als Historic District in das National Register of Historic Places eingetragen und im Jahr 1991 zum National Historical Park umgewandelt. 
Zum Kerngebiet mit einem Besucherzentrum gehören noch zwei voneinander getrennte Einheiten der Glorieta Unit, die allerdings nur begrenzt öffentlich zugänglich sind.

## Beschreibung
Der Pecos National Historical Park beinhaltet Ruinen einer ehemaligen spanischen Mission und mehrerer Pueblos. Drei Pueblos (Nord-Pueblo, West-Pueblo und Süd-Pueblo) sind von einem niedrigen Schutzwall umgeben. Am südlichen Ende der Pueblos schließen sich die Missionsgebäude an. Die ältesten Bauten der prähistorischen indianischen Siedler datieren aus dem Jahr 1100 n. Chr. Innerhalb von 350 Jahren entwickelte sich die Siedlung zu einem Pueblo mit teilweise fünfstöckigen Gebäuden und bis zu 2000 Menschen. Das Kernstück im Pecos National Historic Park sind die Ruinen der Mission Nuestra Señora de los Ángeles de Porciúncula de los Pecos. Die Mission wurde 1619 durch spanische Missionare vom Orden der Franziskaner gegründet. Im Jahr 1680 lehnten sich die Pueblo-Indianer im Pueblo-Aufstand gegen die Christianisierung auf und vertrieben die spanische Besatzung. Im Zuge dieses Aufstandes wurde die Missionskirche zerstört. Als die Spanier im Jahr 1692 wieder nach Pecos zurückkehrten wurden sie friedlich aufgenommen. Anfang des 17. Jahrhunderts wurde eine zweite Kirche auf den Fundamenten der zerstörten Kirche errichtet. Ab dem 17. Jahrhundert wurde die indianische Bevölkerung im heutigen Pecos National Historical Park durch Krankheiten, Abwanderung und marodierende Prärieindianer vom Stamm der Komanchen dezimiert. 1838 verließen die letzten Bewohner das Pecos Pueblo und zogen in das Jemez Pueblo.
Die Gebäude der Mission und des Pueblokomplexes verfielen. Seit dem Jahr 1915 werden im Pecos Pueblo Ausgrabungen durchgeführt. A.V. Kidder begann als erster Archäologe mit den Ausgrabungen. Die Ruine der zweiten Missionskirche wurde im aktuellen Zustand restauriert. Auch die im Jahr 1680 gebaute Kiva, die von den Missionaren toleriert wurde, ist im Originalzustand restauriert worden. Diese und eine weitere komplette Kiva können durch Besucher betreten werden.